# Llei 1/2015, del 5 de febrer, del règim especial d'Aran
La Llei 1/2015, del 5 de febrer, del règim especial d'Aran, és una llei del Parlament de Catalunya que protegeix el caràcter singular d'Aran, els seus drets històrics, la seva identitat nacional occitana i l'oficialitat de l'aranès, com variant de l'occità. Així mateix reconeix la seva organització institucional, política i administrativa particular i garanteix les competències, els recursos i l'autonomia per a ordenar, governar i gestionar els afers públics i els interessos generals del seu territori. Permet exercir el dret d'autodeterminació del poble aranès, va ser la primera llei que permet aquest dret a Europa.

## Antecedents
Les institucions araneses tenien un recorregut històric que va ser detingut el 1834 pel govern espanyol, havent sobreviscut el Decret de Nova Planta. La llei de 1990 (Llei 16/1990) va restaurar les històriques institucions araneses i fou substituïda per aquesta nova llei del 2015.
La Llei 16/1990, de 13 de juliol, sobre el règim especial de la Vall d'Aran va resultar un bagatge a superar per als polítics aranesos, de manera que des del 2005 van demanar una nova llei. El 2009 aconseguiren un consens polític en la seua reivindicació que suposà la presentació formal d'una proposta al conseller de Governació de la Generalitat Catalana.
Quan es va estar redactant l'Estatut català del 2005, els polítics d'Aran van fer arribar les demandes dels aranesos perquè foren incorporades. L'estatut que fou aprovat el setembre de 2005 donà reconeixement de competències polítiques a Aran i va reconèixer l'oficialitat de l'aranès a tota Catalunya. A més, reconeixia la creació d'una nova llei de règim especial d'Aran.

## Aprovació i conseqüències
Des de l'aprovació de l'estatut d'autonomia del 2005 es va organitzar una ponència conjunta al Parlament de Catalunya després de dos fracassos en arribar a fer-se pels canvis de legislatura. A la desena legislatura de la Catalunya autonòmica s'aprovà la Moció 85/X per a elaborar la llei mitjançant la ponència conjunta.
Fou aprovada per tots els grups excepte l'abstenció de Ciutadans.
Poc després de ser aprovada el Govern de l'Estat Espanyol va plantejar dubtes sobre si complia la Constitució espanyola de 1978 la disposició sobre el dret a decidir, l'ús preferent de l'aranès a les administracions públiques i les competències polítiques atorgades. El govern català va arribar a un acord amb el govern espanyol per a evitar que fóra recorreguda al Tribunal Constitucional d'Espanya publicat el desembre de 2015 al BOE i el DOGC.
Es va formar la Comissió Bilateral Govern de la Generalitat-Conselh Generau d'Aran al Palau de la Generalitat el 2015 i es va acordar la data de traspàs de competències i una ampliació del finançament de la Generalitat a la Val d'Aran.